# Почётный работник рабоче-крестьянской милиции
Нагрудный знак «Почётный работник рабоче-крестьянской милиции» — ведомственная награда рабоче-крестьянской милиции СССР, учреждённая 25 декабря 1932 года к пятнадцатилетнему юбилею ведомства.

## История
Значительная часть ведомственных наград для работников правоохранительных учреждений, как отмечал исследователь, кандидат юридических наук М. А. Рогов, появилась в советский период, причём их создание было связано с первыми юбилеями таких ведомств, как Всероссийская чрезвычайная комиссия по борьбе с контрреволюцией и саботажем при СНК РСФСР (ВЧК), Государственное политическое управление при НКВД РСФСР (ГПУ) и Народный комиссариат внутренних дел СССР (НКВД). Первым такого рода отличительным знаком стал наградной жетон, выпущенный Комиссариатом внутренних дел Северной области к первой годовщине Октябрьской революции. «Наиболее известны вручения жетонов отличившимся дружинникам полка по охране Петрограда».
В 1932 году одновременно с нагрудным знаком «Почётный работник ВЧК—ГПУ (XV)» был учреждён знак «Почётный работник рабоче-крестьянской милиции (XV)», создание которого было приурочено к юбилею ведомства. В 1934 году был образован Народный комиссариат внутренних дел; в 1940 году имеющиеся награды советских органов внутренних дел заменил знак «Заслуженный работник НКВД». 

## Награждённые
Категория:Почётные работники рабоче-крестьянской милиции